# Beilschmiedia ndongensis
Espèce
Synonymes
- Tylostemon ndongensis Engl. & K. Krause[1]

Beilschmiedia ndongensis est une espèce de plantes à fleurs de la famille des Lauraceae et du genre Beilschmiedia selon la classification phylogénétique.

## Étymologie
Son nom rend hommage au botaniste allemand Carl Traugott Beilschmied, l'épithète spécifique fait référence à Ndoungue, une localité du Cameroun.

## Découverte et description
Beilschmiedia ndongensis est une plante endémique du Cameroun.